# John Koerner
« Spider » John Koerner, né le 31 août 1938 à Rochester (New York), et mort le 18 mai 2024 dans le Minnesota, est un guitariste, chanteur et auteur-compositeur américain.

## Biographie

### Naissance et études
John Koerner, né le 31 août 1938 à Rochester, New York, est le fils de Marion (née Fenske) et d'Allan, qui travaille sur le projet de la bombe atomique pendant la Seconde Guerre mondiale et plus tard pour Kodak. En 1956, il entre à l'université du Minnesota pour étudier l'ingénierie aéronautique. C'est là qu'il apprend à jouer de la guitare et qu'il s'intéresse au blues.

### Armée
Après avoir abandonné ses études, il se retrouve à Los Angeles où, de son propre aveu, il « perd pied » et s'engage dans le corps des Marines, qu'il n'aime pas. Finalement, son implication dans un grave accident de voiture lui permet de quitter l'armée et de retourner dans le Minnesota et dans la musique.

### Carrière
En 1965, il sort son premier album solo, Spider Blues, sur lequel il joue de la guitare à sept cordes, du kazoo et de l'harmonica, et est accompagné par Glover à l'harmonica sur trois morceaux. Pour son album suivant, Running Jumping Standing Still (1969), il est rejoint par le pianiste et bassiste Willie Murphy. Après avoir publié un autre album avec Murphy, Music Is Just a Bunch of Notes (1972), il annonce qu'il abandonne la musique « pour toujours », après quoi il passe le plus clair de son temps à Copenhague.
En 1974, il publie Some American Folk Songs Like They Used To, dans lequel il reprend des chansons traditionnelles, dont Careless Love, avec le soutien de Ray et Glover.
Il ne retourne définitivement aux États-Unis qu'en 1977.
En 1981, il se produit au festival folk de Cambridge, au Royaume-Uni. Quatre autres albums suivent et, en 1996, il rejoint Ray et Glover pour une tournée de retrouvailles. One Foot in the Groove, leur dernier album ensemble, sort l'année suivante.
En 2010, il retourne en Grande-Bretagne pour sa première tournée depuis près de 30 ans. Son dernier album, What's Left of Spider John, est enregistré en 2013 à Londres avec le violoniste Chip Taylor Smith. Sa dernière prestation a lieu en 2019.

### Mariages et divorces
Ses trois mariages — avec Jeannie Buranen, Lisbet Gerlach Madsen et Laura Cavanaugh — se soldent tous par un divorce. 

### Descendance et mort
John Koerner meurt d'un cancer, le 18 mai 2024, à l'âge de 85 ans, entouré de sa famille dans sa maison du Minnesota. Il laisse dans le deuil ses enfants Chris Kalmbach, Matt Koerner et Mia Koerner, ainsi que cinq petits-enfants. 